# Le salut de Dranem
Le salut de Dranem è un cortometraggio del 1901 diretto da Ferdinand Zecca.